# Холандија на Светском првенству у атлетици у дворани 2012.
Холандија је на Светском првенству у атлетици у дворани 2012. одржаном у Истанбулу од 9. до 11. марта учествовала четрнаести пут, односно, учествовала је на свим првенствима до данас. Репрезентацију Холандије представљала су четири такмичара (1 мушкарац и 3 жене), који су се такмичили у три дисциплине.
На овом првенству Холандија није освојила ниједну медаљу нити је остварен неки рекорд. У табели успешности према броју и пласману такмичара који су учествовали у финалним такмичењима (првих 8 такмичара) Холандија је са 1 учесником у финалу делила 41. место са 2 бода.
| Плас. | Земља     | 1. место | 2. место | 3. место | 4. место | 5. место | 6. место | 7. место | 8. место | Бр. финал. | Бод. |
| ----- | --------- | -------- | -------- | -------- | -------- | -------- | -------- | -------- | -------- | ---------- | ---- |
| =41.  | Холандија | 0        | 0        | 0        | 0        | 0        | 0        | 1        | 0        | 1          | 4    |

## Учесници
| Мушкарци: - Рутгер Смит — Бацање кугле | Жене: - Дафне Схиперс — 60 м - Јамиле Самуел — 60 м - Sharona Bakker — 60 м препоне |  |

## Резултати

### Мушкарци
| Атлетичар   | Дисциплина   | Лични рекорд | Квалификације | Квалификације | Финале   | Финале | Детаљи |
| Атлетичар   | Дисциплина   | Лични рекорд | Резултат      | Место         | Резултат | Место  | Детаљи |
| ----------- | ------------ | ------------ | ------------- | ------------- | -------- | ------ | ------ |
| Рутгер Смит | Бацање кугле | 20,89        | 20,21 ќв      | 6             | 20,30    | 7 / 23 |        |

### Жене
| Атлетичарка    | Дисциплина   | Лични рекорд | Квалификација | Квалификација | Полуфинале            | Полуфинале            | Финале                | Финале       | Детаљи |
| Атлетичарка    | Дисциплина   | Лични рекорд | Резултат      | Место         | Резултат              | Место                 | Резултат              | Место        | Детаљи |
| -------------- | ------------ | ------------ | ------------- | ------------- | --------------------- | --------------------- | --------------------- | ------------ | ------ |
| Дафне Схиперс  | 60 м         | 7,19         | 7,28 КВ       | 2. у гр. 4    | 7,25                  | 3. у гр. 2            | Није се квалификовала | 10 / 62 (64) |        |
| Јамиле Самуел  | 60 м         | 7,29         | 7,47          | 4. у гр. 6    | Није се квалификовала | Није се квалификовала | Није се квалификовала | 29 / 62 (64) |        |
| Sharona Bakker | 60 м препоне | 8,03         | 8,19 КВ       | 2. у гр. 3    | 8,18                  | 6. у гр. 2            | Није се квалификовала | 24 / 28 (32) |        |